# Jan Risheden
Jan Bo Risheden, född 11 maj 1967, är en svensk översättare och musiker. Han har bland annat översatt en rad böcker i bokserien Sagan om drakens återkomst och Legenden om Darren Shan och medverkar bland annat i musikgrupperna 4-Track Demons, Spirits Rejoice och Leröy. I den tecknade serien om Kapten Stofil figurerar Risheden som superhjälten Hedersninjan (som är ett anagram på Jan Risheden).

## Översättningar i urval
- Isaac Asimov: Hari Seldon och Stiftelsen (Forward the Foundation) (Legenda/Natur och kultur, 1994)
- Jan Wong: Jan Wongs Kina: rapporter av en som inte bara är utrikeskorrespondent (Jan Wong's China) (Natur och kultur, 2001)
- Tom Clancy: Tigerns käftar (The Teeth of the Tiger) (Bra böcker, 2004)
- Brandon Mull: Den förbjudna skogen (Fablehaven) (Rabén & Sjögren, 2010)
- Cassandra Clare: Stad av skuggor (City of bones) (Bonnier Carlsen, 2013)
- Ransom Riggs: Dagarnas karta: fjärde boken om Miss Peregrines besynnerliga barn (A map of days : the fourth novel of Miss Peregrine's peculiar children) (Rabén & Sjögren, 2019)

## Priser och utmärkelser
- Alvar Appeltoffts Minnespris 1987

## Fotnoter
1. ↑  läs online, alvarfonden.se , läst: 5 januari 2025.[källa från Wikidata]